# ریوکان (شهرک)
ریوکان (به لاتین: Rjukan) یک شهرک در نروژ است که در تلمارک واقع شده‌است. ریوکان ۳٬۳۸۶ نفر جمعیت دارد.

## نگارخانه

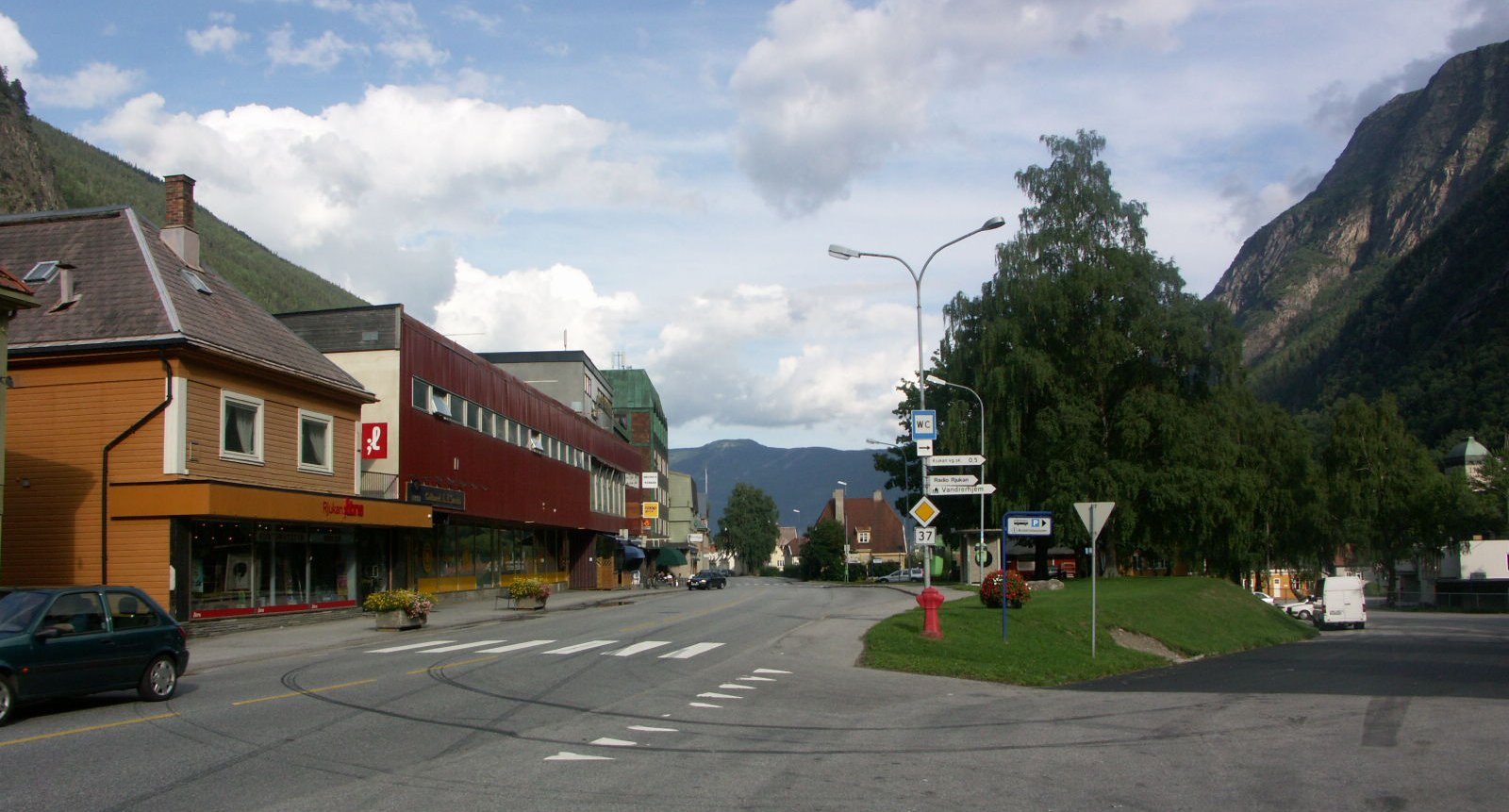
Rjukan town center, narrowly sandwiched between tall, steep slopes
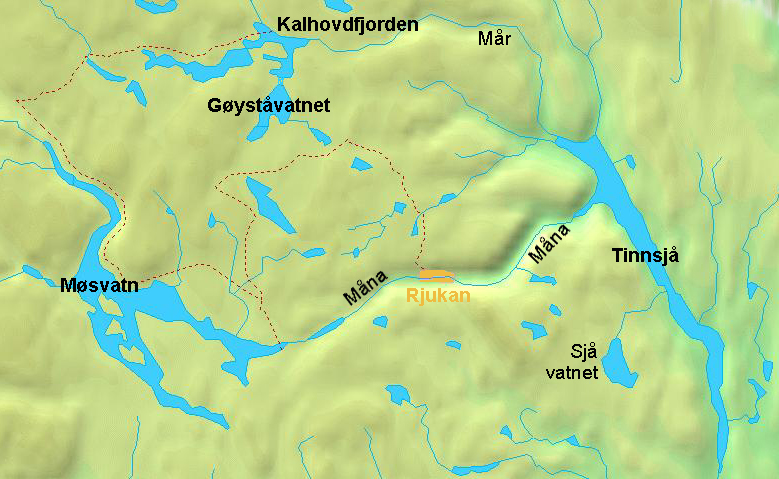
Map showing the position of Rjukan between lakes Møsvatn (west, upstream) and Lake Tinn (east)
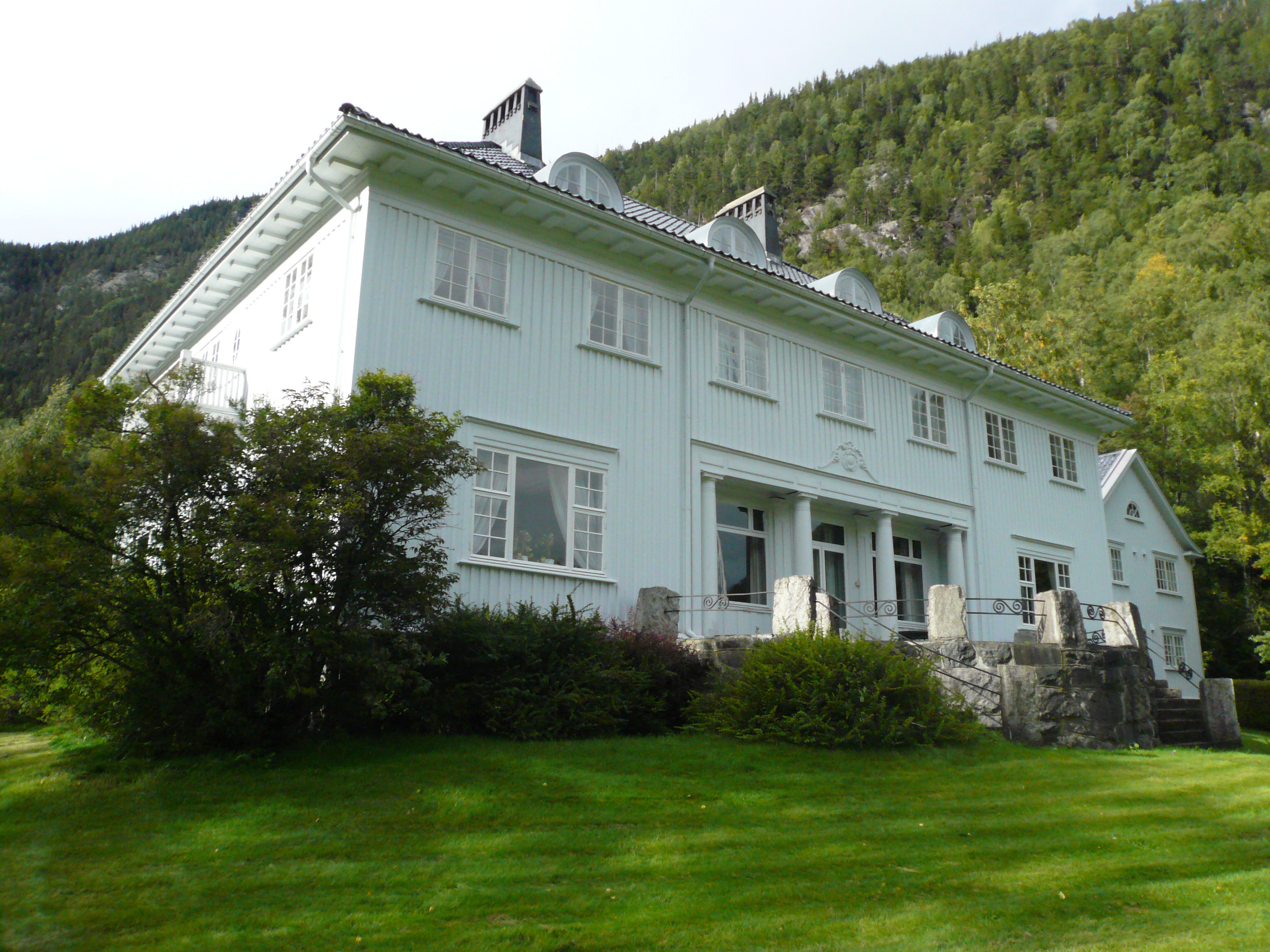
Norsk Hydro Administration Building